# Lopunajan merkit
Lopunajan merkit (рус. Знамения конца света) — дебютный студийный альбом финской хэви-метал-группы Timo Rautiainen & Trio Niskalaukaus, выпущенный в 1999 году.
Композиции альбома посвящены экологическим проблемам, например, в «Tyyni» поётся о последней сайменской нерпе. Исключением является заключительный трек «Häpeän lävistämä», в котором повествуется о мальчике, совершившем самоубийство из-за травли в школе. Он всё равно логичен в общей теме альбома о разрушении и смерти, вызванных человеческим равнодушием.
Всю музыку альбома написал и аранжировал Тимо Раутиайнен. Авторами текстов, помимо Раутиайнена, также стали Томи Туомала, Ансси Гёрн и Арто Ревонкорпи.

## Запись и выпуск
Lopunajan merkit в основном записывался осенью 1998 в небольшой студии Туомо Валтонена в Лутакко, пригороде Йювяскюля. Приходилось не только решать технические проблемы (чувствительность микрофонов, звукоизоляция и иное), но и формировывать окончательный состав группы (ударные и бас-гитара). Сначала планировалось выпустить альбом в виде самоиздания, но лейбл Spinefarm Records, ранее выпустивший мини-альбом Раутиайнена Hävetkää!, заинтересовался и выпуском Lopunajan merkit. В результате в ноябре 1998 года группа подписала контракт с дочерним лейблом Spinefarm Ranka Records, и альбом был выпущен 25 января 1999 года.
С альбома не было выпущено ни одного сингла, но он попал в чарт Финляндии на пятой позиции.

## Обложка
Так как лирика альбома, как и Hävetkää! посвящена экологии, на обложке представлен рисунок сына Тимо Раутиайнена, Яакко, о мире, в котором по их же вине пропали все люди, остались только дикие животные. На задней обложке изображена фигура девушки, нарисованная дочерью Тимо Раутиайнена, Уной.

## Список композиций
| №  | Название             | Длительность |
| -- | -------------------- | ------------ |
| 1. | «Venäjän Orvot»      | 4:00         |
| 2. | «Rekkamies»          | 3:52         |
| 3. | «En Katsoo Taakse»   | 3:47         |
| 4. | «Talvi-illan Tarina» | 2:33         |
| 5. | «Tyyni»              | 4:45         |
| 6. | «Hyvä päivä»         | 3:46         |
| 7. | «Lajinsa Viimeset»   | 3:39         |
| 8. | «Alavilla Mailla»    | 5:16         |
| 9. | «Häpeän lävistämä»   | 3:33         |

## Состав
- Тимо Раутиайнен - гитара, вокал
- Арто Алалуусуа - бас
- Сеппо Похйолайнен - ударные, бэк-вокал
- Яркко Петосалми - гитара
- Карри Ряймё     - гитара